# Fazla
Fazla was een Bosnische popgroep uit de jaren 90 van de twintigste eeuw.
De band vertegenwoordigde Bosnië en Herzegovina op het Eurovisiesongfestival 1993 met het lied Sva bol svijeta dat op de 16e plaats eindigde. Het lied werd geschreven door Dino Merlin. Het was de eerste deelname voor het land en ze moesten eerst door de Oost-Europese voorselectie. 
De groepsleden waren Muhamed Fazlagić, Erliha Hadzović, Edina Salkanović, Edina Salkanović, Izo Kolević en Enver Milisić. 